# Никола Вълков (агроном)
Никола Тошев Вълков е български агроном, предприемач и политик.

## Биография
Роден е през 1882 г. в семейството на Тодор Вълков Йотов и Кула Петкова в Липница. Учи агрономство във Франция. През 1920 г. се жени за Дарина Иванова Тошева от София, от която има три деца. Занимава се с пипиниерство. Прави успешни опити в борбата с филоксерата. Инициатор е за създаването на местно земеделско сдружение за селекция и производство на посадъчен материал. Собственик е на над 3000 декара земи и гори в Липница и околните села. Отглежда маточници, от които са избрани подложките за присаждане. Притежава стада от овце, крави и волове. Вкарва саанска порода кози, които кръстосва с местни породи. Избран е за народен представител от Народнолибералната партия.
В първите дни след 9 септември 1944 г. изчезва безследно. Откаран е от Липница към Ботевград.